# Niévroz
Niévroz är en kommun i departementet Ain i regionen Auvergne-Rhône-Alpes i östra Frankrike. Kommunen ligger  i kantonen Montluel som ligger i arrondissementet Bourg-en-Bresse. Kommunens areal är 10,46 km². År 2022 hade Niévroz 1 648 invånare.

## Befolkningsutveckling
Antalet invånare i kommunen Niévroz
Referens: INSEE